# Marco Werner
Marco Werner (* 27. April 1966 in Dortmund) ist ein ehemaliger deutscher Automobilrennfahrer.

## Karriere
Marco Werner begann seine Motorsportkarriere im Formel-Sport. 1989 beendete er die Formel-Opel-Serie als Zweiter, 1991 die deutsche Formel 3. Er wechselte in den Tourenwagen-Sport und fuhr in den 1990er Jahren im Super Tourenwagen Cup und im Porsche Supercup.
Seine größten Erfolge erreichte Werner aber in Langstreckenrennen. 1995 gewann er die 24 Stunden von Daytona. Seit 2001 fährt er für das Joest-Team in der American Le Mans Series. 2005 gewann er das 24-Stunden-Rennen von Le Mans in einem Audi R8, 2006 und 2007 wiederholte er diesen Erfolg in einem Audi R10 TDI.
Seine Verbundenheit zu Rennfahrzeugen zeigt sich gelegentlich auch in repräsentativer Art, beispielsweise als Pilot von Renntaxis anlässlich des internationalen Bergrennens Arosa ClassicCar.
Marco Werner lebt seit 2004 in Ermatingen am Bodensee.
2021 wurde er Dritter beim 12. Grand Prix Historique in Monaco.

## Statistik

### Le-Mans-Ergebnisse
| Jahr | Team                      | Fahrzeug      | Teamkollege   | Teamkollege       | Platzierung | Ausfallgrund |
| ---- | ------------------------- | ------------- | ------------- | ----------------- | ----------- | ------------ |
| 2002 | Audi Sport Team Joest     | Audi R8       | Philipp Peter | Michael Krumm     | Rang 3      |              |
| 2003 | Audi Sport Japan Team Goh | Audi R8       | Seiji Ara     | Jan Magnussen     | Rang 4      |              |
| 2004 | ADT Champion Racing       | Audi R8       | JJ Lehto      | Emanuele Pirro    | Rang 3      |              |
| 2005 | ADT Champion Racing       | Audi R8       | JJ Lehto      | Tom Kristensen    | Gesamtsieg  |              |
| 2006 | Audi Sport Team Joest     | Audi R10 TDI  | Frank Biela   | Emanuele Pirro    | Gesamtsieg  |              |
| 2007 | Audi Sport North America  | Audi R10 TDI  | Frank Biela   | Emanuele Pirro    | Gesamtsieg  |              |
| 2008 | Audi Sport North America  | Audi R10 TDI  | Frank Biela   | Emanuele Pirro    | Rang 6      |              |
| 2009 | Audi Sport North America  | Audi R15      | Lucas Luhr    | Mike Rockenfeller | Ausfall     | Unfall       |
| 2010 | Highcroft Racing          | Acura ARX-01C | David Brabham | Marino Franchitti | Rang 25     |              |

### Sebring-Ergebnisse
| Jahr | Team                     | Fahrzeug     | Teamkollege | Teamkollege       | Platzierung | Ausfallgrund    |
| ---- | ------------------------ | ------------ | ----------- | ----------------- | ----------- | --------------- |
| 2003 | Infineon Team Joest      | Audi R8      | Frank Biela | Philipp Peter     | Gesamtsieg  |                 |
| 2004 | Champion Racing          | Audi R8      | JJ Lehto    | Emanuele Pirro    | Rang 2      |                 |
| 2005 | ADT Champion Racing      | Audi R8      | JJ Lehto    | Tom Kristensen    | Gesamtsieg  |                 |
| 2006 | Audi Sport North America | Audi R10 TDI | Frank Biela | Emanuele Pirro    | Ausfall     | Motor überhitzt |
| 2007 | Audi Sport North America | Audi R10 TDI | Frank Biela | Emanuele Pirro    | Gesamtsieg  |                 |
| 2008 | Audi Sport North America | Audi R10 TDI | Lucas Luhr  | Mike Rockenfeller | Rang 6      |                 |
| 2009 | Audi Sport North America | Audi R15     | Lucas Luhr  | Mike Rockenfeller | Rang 3      |                 |